# Llano Largo, Oaxaca
Llano Largo är en ort i Mexiko.   Den ligger i kommunen Mazatlán Villa de Flores och delstaten Oaxaca, i den sydöstra delen av landet, 280 km sydost om huvudstaden Mexico City. Llano Largo ligger 1 712 meter över havet och antalet invånare är 179.
Terrängen runt Llano Largo är huvudsakligen bergig, men den allra närmaste omgivningen är kuperad. Runt Llano Largo är det ganska tätbefolkat, med 52 invånare per kvadratkilometer. Närmaste större samhälle är Huautla de Jiménez, 11,0 km nordost om Llano Largo. I omgivningarna runt Llano Largo växer huvudsakligen savannskog.